# Пузанов-Молёв, Василий Дмитриевич
Василий Дмитриевич Пузанов-Молёв (5 (17) ноября 1892, Холуй, Владимирская губерния, Российская империя — 1961, Холуй, Ивановская область, РСФСР) — российский и советский художник, один из основоположников искусства холуйской лаковой миниатюры. Заслуженный деятель искусств РСФСР (1959).

## Биография
Родился 17 ноября 1892 года в семье кустаря-сапожника. После окончания 4-классного училища обучался в холуйской иконописной школе, где его учителем стал выпускник Академии художеств Е. А. Зарин, и после её окончания в 1909 году, как один из лучших учеников школы, был направлен на обучение в Строгановском художественном училище.
Участвовал в росписи Феодоровского Государева собора в Царском Селе (1913—1914).. Труд мастеров иконописи, в числе которых был молодой и талантливый живописец В. Пузанов, был отмечен императором Николаем II, который «пожаловал художнику грамоту и серебряный именной жетон». Одним из храмов, расписанных В. Пузановым стал московский Богоявленский собор в Дорогомилове.
В 1933 году, после посещения палехского художника Н. М. Парилова и увидев работы палешан воплощённых в лаковой миниатюре на папье-маше, вернувшись в Холуй он решил попробовать свои силы в новом виде искусства. Главным было требование — не подражать палешанам, а искать свой стиль — своё направление.
С 1943 года в творчестве Пузанова-Молёва появляется историческая тема, а также работы по мотивам русских народных сказок. Он создал серию исторических композиций: «Вещий Олег», «Поединок на поле Куликовом», «Дмитрий Донской отказывается платить дань татарам», «Призыв Минина и Пожарского», «Афанасий Никитин в Индии», «Садко», и др. Подлинным шедевром художника признана его работа «Волга» (1958).
Более десяти лет Пузанов-Молёв являлся преподавателем Холуйской художественной профтехшколы. Василий Дмитриевич сумел создать и утвердить своеобразную манеру письма, отличную от Палеха и Мстёры, проявив при этом немало творческой изобретательности. Он сумел выработать такие принципы, которые стали основополагающими для последующих поколений художников.
Произведения В. Д. Пузанова-Молёва экспонировались на выставках в Париже, Нью-Йорке, Брюсселе, Лондоне других городах.
Умер в 1961 году, в Холуе.

## Награды, звания
- Заслуженный деятель искусств РСФСР.

## Память
В Холуе действует Дом-музей Пузанова-Молёва.

## Cмотри также
- РГАЛИ, ф. 2940, оп. 3, ед. хр. 1232. Пузанов-Молёв Василий Дмитриевич, 1892 г., прикладник. Ивановское отд.[5].

- ГАИО. Календарь памятных дат — ноябрь 2012. — 29 (17) ноября 1892 г. родился Василий Дмитриевич Пузанов-Молев (с. Холуй Южского района), художник-миниатюрист, один из основоположников холуйской лаковой миниатюры на изделиях из папье-маше. // ГАИО. Ф.1156. Оп.3. Д.42. Л.46 об.- 47[6].